# Pablo Andersen
Pablo Mario Andersen (Leandro N. Alem, Misiones, 26 de julio de 1953) es un político y docente argentino.
Está casado con Isabel Humeniuk y tiene dos hijos: Ricardo y Martín. Egresó como profesor de historia de la Universidad Nacional de Misiones. Ejerció su profesión en la Escuela Normal Superior N° 1 y la Escuela Nacional y Provincial de Educación Técnica de la ciudad de Leandro N. Alem.
Militó desde muy joven en las filas políticas de la Unión Cívica Radical, ocupando distintos cargos partidarios. Entre los que fue presidente del Comité Municipal de Leandro N. Alem por dos períodos, presidente del Comité Departamental y fue elegido Convencional Provincial llegando a la Presidencia del Comité Provincia, cargo que ocupó entre los años 1994 y 1996.
Fue intendente de Leandro N. Alem por tres períodos: entre 1983-1987, 1991-1995 y 1999-2003. En 1995 es elegido diputado provincial.
En 2007 se postuló a candidato a gobernador por la provincia de Misiones, con el apoyo de Roberto Lavagna.